# تل غلي (مقاطعة فراشبند)
تل غلي (بالفارسية: تل گلی) هي قرية تقع في قسم آويز الريفي في إيران. يقدر عدد سكانها بـ 168 نسمة .